# Petra Häffner

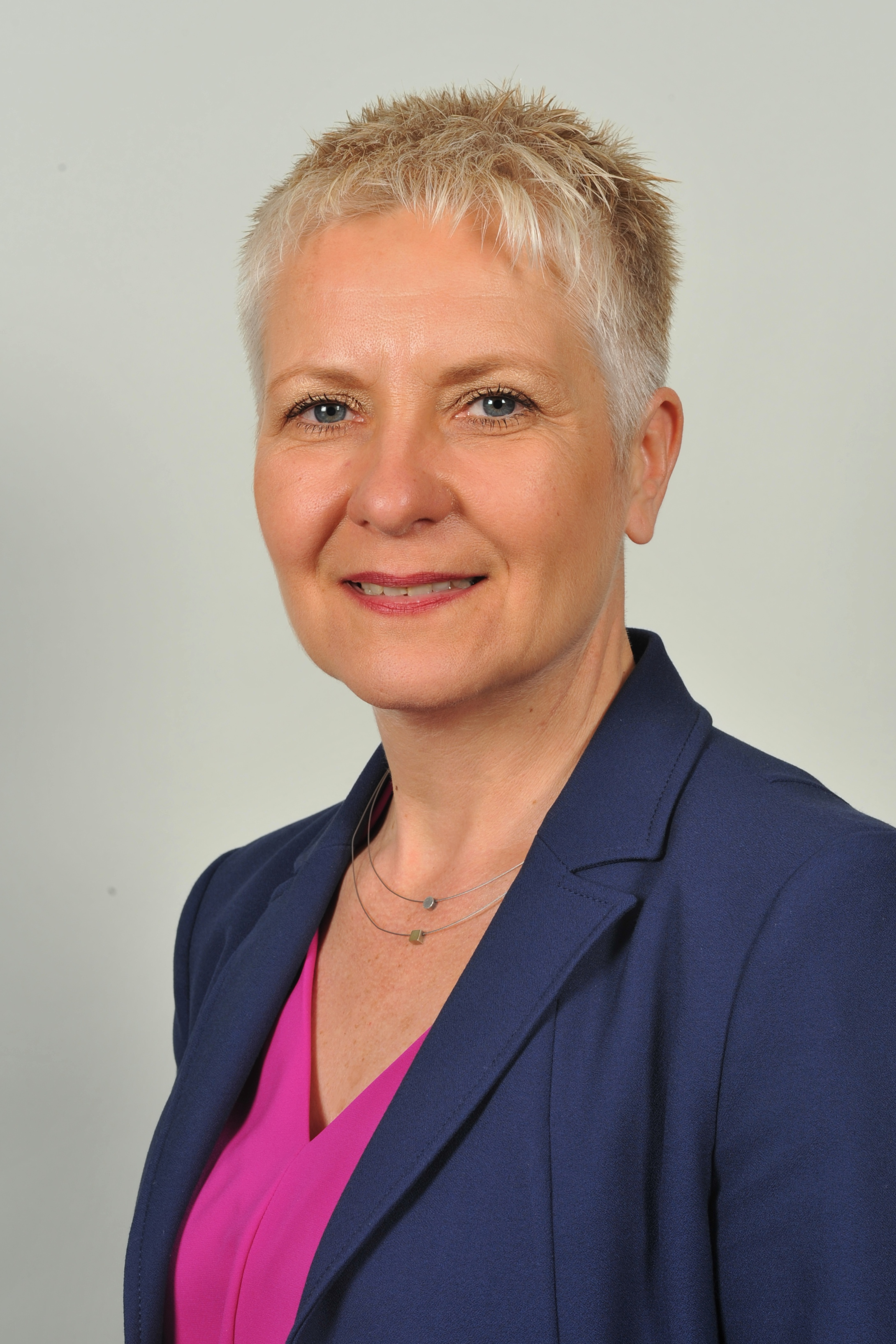
Petra Häffner 2013

Petra Häffner (* 2. Mai 1964 in Schorndorf) ist eine deutsche Politikerin der Grünen und seit 2011 Abgeordnete im Landtag von Baden-Württemberg.

## Ausbildung und Beruf
Petra Häffner absolvierte bis 1984 eine Ausbildung als Sport- und Gymnastiklehrerin. Danach war sie bis 1992 Sportlehrerin im Christopherusheim in Welzheim. Von 1992 bis 1994 machte sie eine weitere Ausbildung zur Physiotherapeutin an der Schule für Krankengymnastik in Neustadt an der Weinstraße, die sie mit der staatlichen Prüfung abschloss. Von 1994 bis 1998 war sie Physiotherapeutin am Krankenhaus Bethel in Welzheim. Von 1998 bis 2001 war sie freie Mitarbeiterin in einer Physiotherapiepraxis. Nachdem sie 2001 eine Ausbildung zur Heilpraktikerin abschloss, übte sie diesen Beruf bis 2011 in einer eigenen Praxis aus.

## Politische Tätigkeit
Von 2004 bis 2014 war Petra Häffner Mitglied im Gemeinderat der Stadt Schorndorf, seit 2014 sitzt sie im Kreistag des Rems-Murr-Kreises. Im Frühjahr 2014 wurde sie von der Mitgliederversammlung in Schorndorf nicht wieder für eine Kandidatur zum Gemeinderat nominiert. Den Grünen gehört sie seit 2009 an. Bei der Landtagswahl in Baden-Württemberg 2011 wurde sie über ein Zweitmandat im Wahlkreis Schorndorf in den Landtag gewählt. Bei der Landtagswahl 2016 gewann sie erstmals das Direktmandat für den Wahlkreis Schorndorf. Bei der Landtagswahl 2021 konnte sie ihr Direktmandat verteidigen. Bei der Landtagswahl 2026 tritt sie nicht erneut an.

## Mitgliedschaften
- Mitglied des Bundes für Umwelt und Naturschutz Deutschland (BUND)
- Stellv. Präsidentin des „Politik mit Frauen e.V.“ im Rems-Murr-Kreis

## Familie und Privates
Petra Häffner lebt in Schorndorf. Sie ist verwitwet und hat zwei Kinder.